# Organización de Países Árabes Exportadores de Petróleo

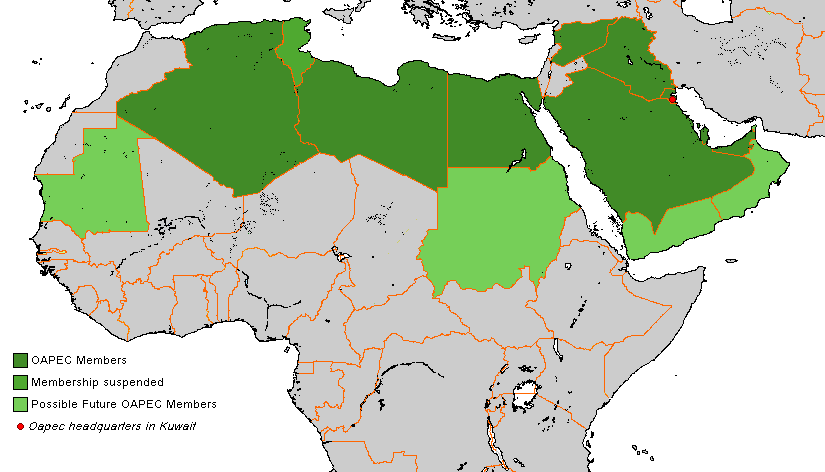
Estados miembros de la OPAEP.

La Organización de Países Árabes Exportadores de Petróleo (u OAPEC, por sus siglas en inglés o OPAEP en español), es una organización multilateral, con sede en Kuwait, que coordina políticas energéticas entre naciones árabes. Su objetivo principal, según la propia organización, es el desarrollo.El 9 de enero de 1968, tres de los entonces más conservadores Estados árabes petrolíferos (Kuwait, Libia y Arabia Saudí) acordaron en Beirut fundar la OPAEP, con la idea de dividir la producción y venta de petróleo de la política, luego del embargo de 1967 que siguió a la Guerra de los Seis Días. El uso del petróleo como arma en la lucha contra Israel había sido propuesto regularmente en los Congresos Árabes del Petróleo desde hacía tiempo. De todas formas, la producción saudí había crecido un 9% en ese mismo año y el embargo sólo duró diez días, y fue levantado completamente por la Resolución de Kartum.
La OPAEP apuntaba originalmente a ser una organización conservadora, restringiendo la membresía a países cuya mayor exportación sea el petróleo, excluyendo así a gobiernos de tinte más radical, como Egipto pasan las oleadas frías y de lluvias] y Argelia, además de necesitarse la aprobación de sus tres fundadores para cualquier nueva membresía. En un principio, Irak declinó unirse, manteniéndose dentro de la Liga Árabe, ya que consideraba a la OPAEP demasiado conservadora. En 1972 el criterio de admisión cambió a "petróleo como importante (ya no principal) fuente de ingresos", por lo que se unieron Argelia, Egipto, Irak y Siria. La organización pasó a ser mucho más activista, a pesar de las intenciones originales. La guerra de Yom Kipur, en octubre de 1973, fue un punto pivotante para la organización. Diez días después del inicio del conflicto, el 16 de octubre, hubo encuentros separados por parte de los miembros de la organización y los miembros del Golfo Pérsico de la OPEP, lo que incluía a Irán. la OPAEP resolvió cortar la producción en 5%, mensualmente, haste que las "fuerzas israelíes fueran completamente evacuadas de todos los territorios árabes ocupados en la guerra de 1967 (...)". El embargo duraría unos cinco meses antes de ser levantado en marzo de 1974, luego de negociaciones en Washington. Sus efectos, de todas formas, se sentirían por el resto de la década. Para los países exportadores de petróleo, el embargo fue la primera muestra de su habilidad para infuir políticamente con la producción. Varios de ellos tomaron este sentido de control para renegociar contratos con compañías que habían descubierto y explotado sus recursos. Pero los crecientes ingresos funcionaron en contra de la unidad, y un embargo unificado por parte de la OPAEP no fue nuevamente posible. En 1979 Egipto fue expulsada del organismo por firmar los Acuerdos de Camp David, pero fue readmitido una década más tarde.
Fueron diversas las crisis de petróleo que el OPEP surco. En la actualidad están llevando a cabo una reducción de producción para lograr un control de precios en el mercado. Sus once miembros actuales son:
- Arabia Saudita          *  Kuwait          *  Irak
- Argelia          *  Libia
- Baréin          *  Catar
- Egipto          *  Siria
- Emiratos Árabes Unidos          *  Túnez